# ناحیه مرکزی محرده
ناحیه مرکزی محرده (به عربی: ناحیة مرکز محردة) یک ناحیه در سوریه است که در منطقه محرده واقع شده‌است. ناحیه مرکزی محرده ۸۰٬۱۶۵ نفر جمعیت دارد.